# Stéphane Castry
Stéphane Castry est un bassiste français né en 1973. Très polyvalent, il joue aussi bien du funk, du jazz, que de la musique africaine ou antillaise. Il fait partie des premiers musiciens antillais, de sa génération, qui accompagnent des artistes français et internationaux de renom. Il compose également pour la musique à l’image ,.

## Biographie
Stéphane Castry naît le 14 novembre 1973, à Colombes dans le département des Hauts-de-Seine.
Il a 6 ans lorsque ses parents retournent en Guadeloupe, leur île natale. Il y passe son enfance et son adolescence  au sein d’une famille de musiciens, travaillant son oreille musicale au son de la contrebasse, du piano et de la guitare ,.
Son grand-père maternel, Maurice Maréchaux est un clarinettiste-saxophoniste qui a dirigé l'orchestre de Port-Louis appelé Nouveau-Né. Son père, Marcel Castry, est un multi-instrumentiste qui joue de la guitare, des congas, de la batterie et de la basse. Il sort son premier disque avec le groupe K’swingué, créé avec Gordon Henderson. Enfant, son frère cadet, Jérôme Castry, apprend la batterie et accompagne parfois leur père au sein de ses formations musicales. Il est aujourd'hui un batteur d'envergure internationale,,.
Son oncle Lucien Castry, est lui-même bassiste. Il est un des fondateurs du groupe Poker JBZ .
À 7 ans, Stéphane apprend violon qui lui permet de se perfectionner. Il a 13 ans lorsque sa mère lui offre une guitare basse Yamaha Rax 300. Dès lors, il choisit de pratiquer la basse .
En autodidacte, écoutant la radio, il s’imprègne de jazz et de funk. Il découvre le groupe Sixun et le jeu de Michel Alibo, qui deviendra rapidement l’une de ses grandes influences .
Pendant ses années lycée, à Basse-Terre, il joue au sein de petites formations; Il rencontre les frères Charbonnier du duo Zouk Look, Jean-Louis Mérault, participe au groupe J-Sound avec les frères Otvas, Jacky Misat et Joël Nétry. Il jouera également avec Roland Louis, ses fils Cédric et Grégory Louis, Félix Saint-Cirel ou encore Anick Noël.
En 1992, Stéphane s’installe à Paris afin de suivre un DUT en informatique à l’Institut universitaire de technologie de Villetaneuse. Il souhaite devenir aiguilleur du ciel .
Revenant régulièrement en Guadeloupe, il rencontre Dominique Bernier, et travaille ensemble sur l'album Nomade avec Jean-Luc Bernier et Joël Netry. Ce sera sa première expérience d'enregistrement studio.   
Il entre, en 1994, à l'American School of Modern Music of Paris. À la fin de sa troisième année, il décide d'arrêter les études et multiplie les expériences en studio .  
Il collabore avec de nombreux artistes antillais, rencontre le groupe Léwoz et crée le collectif Léwoz Gang Zouk. Leur premier album Ozabwa sort en 1996 et inclut le titre Diw sa, une première composition signée Stéphane Castry avec, au chant, Olivier Dacalor et Tony Potrisa.    
Depuis 1997, il est l’un des musiciens français qui travaille et voyage dans le monde entier. Il figure également dans le catalogue des bassistes internationaux signés chez Warwick et Elixir Strings,. 
Depuis sa première tournée aux Antilles-Guyane avec Jean-Michel Rotin aux tournées européennes avec Imany, pour laquelle il est bassiste et directeur musical, Stéphane Castry parcourt le monde, notamment avec Angélique Kidjo.  
En 1998, sa tournée avec Les Nubians pour leur premier album Makeda le conduit au Japon. L'année suivante, les grandes tournées débutent; D'abord avec Faudel puis Cunnie Williams et avec Sinclair de 2003 à 2005 . 
En 1999, il intègre diverses formations tels que Absoulutely Funk qui accompagne les émissions des Robins des bois sur Canal+. Le groupe sera à l’origine de nombreuses soirées groove aux Coulisses de Montmartre,. 
Dès lors, Stéphane participe à de nombreux enregistrements en studio. Du jazz à la soul, en passant par l'afro funk, pop, raï, zouk ou encore le RnB, il mélange les styles et propose des variations inédites. 
Au début des années 2000, il remplace régulièrement Thierry Fanfant dans le groupe d'Angélique Kidjo. Après le concert pour le prix Nobel de la paix à Oslo en 2002, elle fait appel à lui pour une tournée mondiale de cinq ans, pendant laquelle il passera huit mois aux États-Unis. Cette collaboration le mène sur de grandes scènes de festivals internationaux, comme le Newport Jazz Festival, le Barbican Centre de Londres, ou à Addis-Abeba pour le soixantième anniversaire de la naissance de Bob Marley. Il se produira également dans des émissions de la télévision américaine tel que le Late Letterman Show, Jay Leno Show, ou encore CBS Early Show,,,. 
De 2002 à 2004, Stéphane Castry devient le bassiste titulaire du groupe Kassav’ succédant à Guy N'Sangué. 
En 2008, il accompagne Keziah Jones sur la tournée de l'album Nigerian Wood, puis en 2010, avec Mayra Andrade il joue de la contrebasse. Il accompagne Ayo lors de la tournée Ticket To The World en 2014,. 
Parmi ses nombreuses autres collaborations et tournées, on peut citer : Chris Combette, Catherine Lara à l'Opéra Garnier, Beethova Obas, Jacques Schwartz-Bart, Aṣa, Tony Chasseur, Cheick Tidiane Seck, Irma, Franck Mc Comb, Terri Moïse, Ludovic Louis, Frantz Laurac, G'ny, Yvon Rosillette, Duo du Soleil, Victor O, Kaysha, Slai, TwAn, Eric Badié, Stefan Filey, Gérald Toto, Lynnsha, Jocelyne Béroard, Jean-claude Naimro, Princess Lover, Piero Battery, le Big band de musique antillaise Mizik o Péyi, Moune De Rivel, Kafryn'diz, So Kalmery, Bélo, Malika Zarra, Valérie Louri, Patrice Hulman, Faby Médina, Florence Naprix.[style à revoir]
En France, il est également présent dans de nombreux festivals et sur le plateau de plusieurs émissions télévisées telles que Taratata, Les Victoires de la musique en 2011 avec Souad Massi et en 2017 avec Imany.
Au cinéma, il enregistre les musiques de films français tels que La Vérité si je mens ! 2, Taxi 3, Gamer, Funky Cops, Mais qui a tué Pamela Rose ? ou encore La Personne aux deux personnes.  
Il enregistre et signe les lignes de basse en studio pour N’Dea Davenport, la chanteuse de Brand New Heavies, DJ Abdel, Cut Killer, Stomy Bugsy, Doc Gynéco, Corneille, Sophia Mestary …
Stéphane Castry s’investit dans un projet plus proche de ses racines caribéennes, mêlant les sonorités acoustiques du Gwoka, de la biguine et du jazz; Entre 2002 et 2008, il compose et joue dans le groupe Moun Karayib, au côté de son frère Jérôme, de Willy Salzedo, et d’Olivier Jean-Alphonse. 
Il sort son premier projet, Basstry Therapy, le 15 novembre 2017. Ce dernier reçoit un accueil chaleureux du public à Paris et aux Antilles. Certains des titres de l’album sont programmés en radio sur France Inter, Radio Nova ou encore Tropiques FM, Radio La 1ère,. 
Stéphane Castry enseigne la basse, depuis 2015, au Studio des variétés. 
Depuis 2018, avec Dominique Fillon et Jean-Philippe Fanfant, ils forment le Latin Jazz Trio.

## Ses formations musicales

### En tant que leader ou co-leader
Dans le passé : 
- Moun Karayib avec Willy Salzedo (clavier), Jérôme Castry (Batterie), Olivier Jean Alphonse (Chant) et Stéphane Castry (Basse)[28].

Actuellement :
- Stéphane Castry en tant que leader présente son album Basstry Therapy accompagné de Sonny Troupé (batterie), Thierry Vaton (clavier), Amen Viana (guitare), Stéfan Filey (chant), Simone Lagrand (slam/parolè), Blade MC (slam), Olivier Jean Alphonse (chant) [33].
- Latin Jazz Trio avec Dominique Fillon et Jean-Philippe Fanfant [32].
- JSJ avec Jérôme Castry (batterie) et Jean-Michel Lesdel (Piano) [34].

### En tant que sideman
Stéphane Castry a collaboré avec divers groupes ou artistes dont :
- Absoulutly Funk composé de Hervé Rakoto (clavier et chef d'orchestre), Stefan Filey(voix), Sandra N’Kaké (voix) et Mathieu Thave (saxophone), Xavier Derouin (guitare), Stéphane Castry (basse) [17]
- Frantz Laurac Quartet composé Frantz Laurac (piano), Jérôme Castry (batterie), Jussi Paavola (saxophone), Stéphane Castry (basse) [35]
- G'Ny
- Florence Naprix
- Imany, en 2018, composé de Jeff Ludovicus (batterie), Laurian Daire (piano), Stefane Goldman (guitare), Ludovic Bruni (guitare acoustique), Julien Grattard et Rodolphe Liskowitch (violoncelle), Stéphane Castry (direction musicale et basse)

## Discographie
En tant que leader ou co-leader :
- 2020 : Basstry Inside - Stéphane Castry (Castry Prod, Absilone)
- 2017 : Basstry Therapy – Stéphane Castry (Castry Prod, Shark Distribution, Absilone)
- 2007 : Vini Kouté - Moun Karayib (SOWest Indies / Solibo Music) [28]

En tant que sideman, il apparaît sur plus d'une quarantaine d'albums référencés dont  :
- 2017 : Ti Manzèl la - Victor O , single (Be Caribbean/Black Manioc)
- 2016 : Kalenda - Elle & Elles (Just Looking Production)
- 2015 : Créole Pop - various artist ( B Caribbean, Because, 2J Musiq, Aztec Musique)
- 2015 : Visions - Jean Michel Lesdel (MusicMetis)
- 2013 : Voyages et Rêves - Sonny Troupé Quartet (autoproduction)
- 2013 : EK Trip 2 - E.SY Kennenga (E.sy Kennenga/Musicast)
- 2014 : Diasporas (in tempore conquestus) - Victor O (Aztec Musique)
- 2014 : Ticket To The World - Ayo (Motown France)
- 2013 : Ticket To The World - Ayo (Wrasse Records)
- 2012 : Racines - Matt Houston (Play On)
- 2012 : Parcours - Bérose (Couleurs Music Publishing)
- 2012 : Be Caribbean - various artist (Be Caribbean)
- 2012 : La vérité si je mens ! 1,2,3 la totale - Bande Originale de film (Milan Music)
- 2012 : Vini Dou - Victor O, l' EP (Aztec Musique)
- 2011 : Pakala - Frantz Laurac (Frantz Laurac/Ruddy Boa)
- 2011 : Vini Dou - Victor O, single B Caribbean)
- 2010 : Goddess Groove - various artist (DreaMusic)
- 2009 : Révolucion karibeana - Victor O (B Caribbean/ Black Manioc)
- 2005 : Musi-Qualité - Tony Chasseur (TC In Production)
- 2005 : Tribal Trance Dance - various artist (Lady Star Music)
- 2003 : Tribal Trance Dance - various artist (Music Mosaic)
- 2003 : One Step Forward  - Les Nubians (Virgin France)
- 2003 : Madousinay - Jocelyne Béroard (Omagatoki)
- 2003 : Madousinay - Jocelyne Béroard (Créon Music)
- 2003 : La Danse de Flore - Chris Combette (Créon Music)
- 2002 : Parce qu'on vient de loin - Corneille (Wagram Music)
- 2002 : Get Down Samedi soir - DJ Abdel feat Rohff & Olivier Cheatham (Universal, ULM Tv Market, Hostile Records)
- 2002 : A l'ancienne volume 2 - DJ Abdel (Universal Licensing Music)
- 2002 : A l'ancienne volume 1,2 - DJ Abdel (Universal Licensing Music)
- 2003 : Mamie José - Assou et Sêvi (Assou & Sêvi Prod), réédition le 2 décembre 2017 [37],[38]
- 2000 : Duos du Soleil 2 - various artist (Secteur Ä Miziks)
- 1999 : Motivation - Stomy Bugsy (Columbia)
- 1996 : Ozabwa - Léwoz Gang Zouk (Sony Music/Debs Music)
- 1994 : Nomade - Dominique Bernier (Déclic Communication)